# Vladimír Dvořáček
Vladimír Dvořáček (29. října 1934, Pardubice – 28. prosince 1983) byl československý hokejový brankář.

## Hráčská kariéra
Pardubický rodák, který v nejvyšší soutěži neoblékl jiný, než dres domácího klubu. V sezóně 1959/1960 pomohl mužstvu k třetí příčce, což bylo historicky první pardubické medailové umístění. V týmu vydržel do roku 1964, kdy ho nahradil Miroslav Lacký.
Jako reprezentant se zúčastnil pouze olympiády v roce 1960, které se hrálo v USA ve Squaw Valley. Národní mužstvo obsadilo celkové 4. místo.
V reprezentačním dresu odchytal 3 zápasy, dle některých zdrojů 4 zápasy.

## Ocenění
Jeho dres s číslem 20 byl vyvěšen pod strop pardubické hokejové arény.